# Frontera entre Austràlia i Nova Zelanda
La frontera entre Austràlia i Nova Zelanda es completament marítima i es troba a l'oceà Pacífic i el Mar de Tasmània. Delimita la zona econòmica exclusiva entre els dos països i està composta de dues fronteres.
La primera separa els territoris australians de les illes Lord Howe i Norfolk de les illes dels Tres Reis, extremitat de Nova Zelanda. 28 punts defineixen els segments.
El segon separa els territoris australians de l'illa Macquarie de les illes neozelandeses Campbell i Auckland. 9 punts defineixen els segments.